# Anaxila
Anaxila este un gen de molii din familia Lymantriinae.